# Trypanaeus spinifrons
Trypanaeus spinifrons är en skalbaggsart som beskrevs av Heinrich Bickhardt 1916. Trypanaeus spinifrons ingår i släktet Trypanaeus och familjen stumpbaggar. Inga underarter finns listade i Catalogue of Life.